# Classica di San Sebastián 2012
La Classica di San Sebastián 2012, trentaduesima edizione della corsa e valevole come ventunesima prova dell'UCI World Tour 2012, si svolse il 14 agosto 2012, per un percorso totale di 234 km. Fu vinta dallo spagnolo Luis León Sánchez, al traguardo con il tempo di 5h55'34" alla media di 39,48 km/h.
Al traguardo 86 ciclisti portarono a termine la gara.

## Squadre partecipanti
| N.    | Cod. | Squadra                |
| ----- | ---- | ---------------------- |
| 1-8   | AST  | Astana Pro Team        |
| 11-18 | SKY  | Sky Procycling         |
| 21-28 | LIQ  | Liquigas-Cannondale    |
| 31-38 | KAT  | Katusha Team           |
| 41-48 | OPQ  | Omega Pharma-Quickstep |
| 51-58 | BMC  | BMC Racing Team        |
| 61-68 | RNT  | RadioShack-Nissan      |
| 71-78 | OGE  | Orica-GreenEDGE        |
| 81-88 | GRS  | Garmin-Sharp           |
| 91-98 | LTB  | Lotto-Belisol Team     |

| N.      | Cod. | Squadra               |
| ------- | ---- | --------------------- |
| 101-108 | MOV  | Movistar Team         |
| 111-118 | EUS  | Euskaltel-Euskadi     |
| 121-128 | LAM  | Lampre-ISD            |
| 131-138 | RAB  | Rabobank Cycling Team |
| 141-148 | VCD  | Vacansoleil-DCM       |
| 151-158 | ALM  | AG2R La Mondiale      |
| 161-168 | FDJ  | FDJ-BigMat            |
| 171-178 | STB  | Saxo Bank             |
| 181-188 | CJR  | Caja Rural            |
| 191-198 | ACG  | Andalucía             |

## Ordine d'arrivo (Top 10)
| Pos. | Corridore           | Squadra       | Tempo    |
| ---- | ------------------- | ------------- | -------- |
| 1    | Luis León Sánchez   | Rabobank      | 5h55'34" |
| 2    | Simon Gerrans       | Orica-GreenE. | a 7"     |
| 3    | Gianni Meersman     | Lotto-Belisol | s.t.     |
| 4    | Christophe Le Mével | Garmin-Sharp  | s.t.     |
| 5    | Bauke Mollema       | Rabobank      | s.t.     |
| 6    | Mauro Santambrogio  | BMC Racing    | s.t.     |
| 7    | Mads Christensen    | Saxo Bank     | s.t.     |
| 8    | Joaquim Rodríguez   | Katusha Team  | s.t.     |
| 9    | Xavier Florencio    | Katusha Team  | s.t.     |
| 10   | Diego Ulissi        | Lampre-ISD    | s.t.     |